# Lois Hole
Lois Elsa Hole z d. Veregin (ur. 30 stycznia 1933 w Buchanan w prowincji Saskatchewan, zm. 6 stycznia 2005 w Edmonton) – kanadyjska działaczka państwowa, odnosząca sukcesy w biznesie, gubernator porucznik prowincji Alberta w latach 2000-2005.

## Zarys biografii
Razem z mężem Tedem Hole'm prowadziła z dużym powodzeniem firmę ogrodniczą (wraz z uprawą roślin). Z synami Billem i Jimem przekształciła firmę w 1979 w przedsiębiorstwo handlowe Hole's Greenhouses & Gardens. Opublikowała kilkanaście książek poradniczych o tematyce ogrodniczej, m.in. Vegetable Favorites, była także autorką autobiografii I'll Never Marry a Farmer. Wydawała rocznik „Lois' Spring Gardening”.
W 1995 przyznano jej tytuł „Kobiety Roku w Biznesie” w Edmonton, w 1999 została odznaczona Orderem Kanady. 10 lutego 2000 została mianowana gubernatorem porucznikiem Alberty, pełniła tę funkcję do końca życia. Była także kanclerzem Uniwersytetu Alberty, odebrała doktoraty honoris causa Uniwersytetu Athabasca (1983) oraz Uniwersytetu Alberty (2000).